# Lou Rawls
Louis Allen Rawls, mais conhecido como Lou Rawls (Chicago, 1 de dezembro de 1933 – Los Angeles, 6 de janeiro de 2006) foi um produtor musical, cantor, compositor e ator americano. Rawls lançou mais de 60 álbuns, vendeu mais de 40 milhões de discos e teve inúmeros singles nas paradas, mais notavelmente sua canção "You'll Never Find Another Love like Mine". Ele trabalhou como ator de cinema, televisão e voz. Ele também foi três vezes vencedor do Grammy, todos na categoria de Melhor Performance Vocal R&B Masculina.

## Biografia

### Primeiros anos
Rawls nasceu em Chicago em 1 ° de dezembro de 1933 e foi criado por sua avó nos projetos de Ida B. Wells no South Side da cidade. Ele começou a cantar no coral da Igreja Batista de Greater Mount Olive aos sete anos de idade e mais tarde cantou com grupos locais por meio dos quais conheceu Sam Cooke, que era quase três anos mais velho, e Curtis Mayfield.

### Carreira
Depois de se formar na Dunbar Vocational High School, ele cantou brevemente com Cooke no Teenage Kings of Harmony, um grupo gospel, e depois com as Holy Wonders. Em 1951, ele substituiu Cooke no Highway QC's depois que Cooke partiu para se juntar ao The Soul Stirrers em Los Angeles. Rawls foi contratado pelos Chosen Gospel Singers e mudou-se para Los Angeles, onde se juntou aos Pilgrim Travellers.In 1955, Rawls alistou-se no Exército dos Estados Unidos como pára-quedista na 82ª Divisão Aerotransportada. Ele deixou o All-Americans três anos depois como sargento e se juntou aos Pilgrim Travellers (então conhecidos como os Travellers). Em 1958, enquanto fazia uma turnê pelo Sul com os Travellers e Sam Cooke, Rawls sofreu um acidente de carro. Ele foi declarado morto antes de chegar ao hospital, onde permaneceu em coma por cinco dias e meio. Ele passou um ano se recuperando e vários meses antes de sua memória retornar. Ele considerou o acidente um evento de mudança de vida.
Com Dick Clark como mestre de cerimônias, Rawls pôde se apresentar no Hollywood Bowl em 1959. Seus dois primeiros singles foram "Love, Love, Love" e "Walkin '(For Miles)" para a Shar-Dee Records, uma gravadora de propriedade por Herb Alpert. "In My Little Black Book" e "80 Ways" foram lançados um ano depois pela Candix Records. Em 1962, ele assinou um contrato com a Capitol Records e cantou backing vocals em "Bring It On Home to Me" e "That's Where It's At", ambas escritas por Cooke.  Rawls alcançou o sucesso com um cover de "Bring It On Home to Me" em 1970 (com o título abreviado para "Bring It On Home").
Embora seu álbum de 1966 Live! tenha sido certificado ouro, Rawls não teria um sucesso de estrelas até que ele fizesse um álbum de soul, chamado Soulin', mais tarde naquele mesmo ano. O álbum continha "Love Is a Hurtin 'Thing". seu primeiro single R&B No.1. Em 1967, ele ganhou um Grammy de Melhor Performance Vocal de R&B pelo single "Dead End Street". Em 1967, ele se apresentou na primeira noite do Festival Internacional de Música Pop de Monterey.

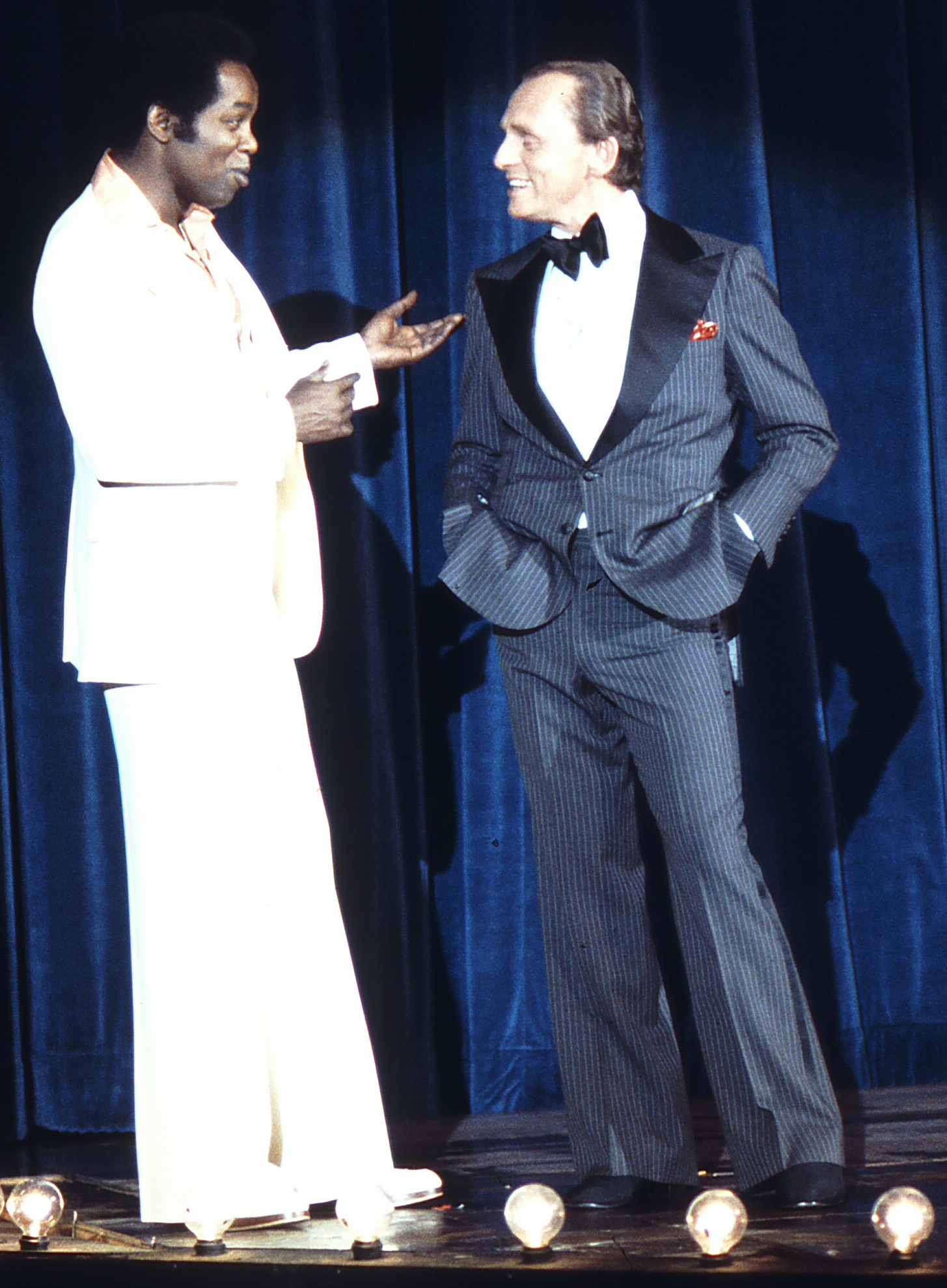
Rawls com Frank Gorshin em 1977

Em 1969, Rawls foi co-apresentador da série substituta de verão da NBC para o Dean Martin Show com a filha de Martin, a cantora Gail Martin. Depois de deixar a Capitol em 1971, ele assinou com a MGM e lançou o single "Natural Man" escrito para ele pela comediante Sandy Baron e pelo cantor Bobby Hebb. Para a Bell Records em 1974, ele gravou uma versão cover de "She Gone", de Hall & Oates. Dois anos depois, com seu novo empresário Martin Pichinson, ele assinou com a Philadelphia International e gravou All Things in Time, que vendeu um milhão de cópias. "Você nunca encontrará outro amor como o meu" se tornou seu single mais vendido, vendendo um milhão de cópias, liderando as paradas de R&B e Adult Contemporary, e alcançando o segundo lugar na parada pop. Seguiu-se o single "Lady Love", do álbum de 1977, When You Hear Lou, You Heard It All. Rawls apareceu em Fantasy Island, S6E15, Return to the Cotton Club.

### Caridade
Em 1980, Rawls deu início ao Lou Rawls Parade of Stars Telethon, que beneficia o United Negro College Fund. O evento anual, conhecido desde 1998 como "Uma Noite de Estrelas: Uma Celebração de Excelência Educacional", consiste em histórias de estudantes negros de sucesso que se beneficiaram e / ou se formaram em uma das muitas faculdades e universidades historicamente negras que recebem apoio de o UNCF, juntamente com apresentações musicais de vários artistas em apoio aos esforços do UNCF e Rawls. O evento arrecadou mais de US $ 250 milhões para o fundo na época da morte de Rawls em 2006.

### Carreira no cinema e na TV
Rawls apareceu em um segmento transmitido durante a primeira temporada de Sesame Street para cantar o alfabeto. Ele descartou o conceito de usar cartões de sugestão para a apresentação, mas reverteu essa decisão quando esqueceu a ordem das letras. Ele foi um convidado durante a segunda temporada do The Muppet Show.
Seu primeiro crédito como ator foi na série de televisão de faroeste The Big Valley (estrelada por Barbara Stanwyck, junto com Lee Majors e Linda Evans). Ele apareceu nos filmes Leaving Las Vegas, Blues Brothers 2000 e Angel, Angel, Down We Go. Ele teve um papel e cantou em Lookin 'Italian (1994), um filme independente sobre a máfia. Ele teve um papel coadjuvante em Baywatch Nights. Ele foi um apresentador convidado no Jazz Central, um programa de televisão que foi transmitido no canal BET. Ele também participou de um episódio de Mannix (com Mike Connors) - Episódio 21 - 'Lifeline' na 5ª temporada.

Por muitos anos, ele foi um porta-voz da Colonial Penn Life Insurance Company. Aparecendo pela primeira vez em comerciais de televisão e rádio em meados dos anos 1960 para Spur Malt Liquor, um produto da Rainier Brewing Company em Seattle. Ele apareceu em vários anúncios da Budweiser. A Budweiser foi patrocinadora da maratona Rawls e da UNCF. Não houve nenhuma tentativa de evitar a semelhança entre o título do álbum de 1977, When You've Heard Lou, You've Heard It Alle o slogan de seu patrocinador corporativo  "When You Say Bud, You've Said It All" (Quando Você Diz Bud, Você Disse Tudo). Uma faixa do álbum Lou Rawls Live, de 1978, apresenta-o cantando o slogan comercial. A Anheuser-Busch, a cervejaria da Budweiser, sugeriu seu trabalho de maratona para ele.
Rawls emprestou seu rico barítono para desenhos animados, incluindo Hey Arnold!, Garfield, Captain Planet and the Planeteers e The Proud Family. Para muitos dos especiais de Garfield da Film Roman, Rawls costumava compor canções, que ele então cantava em dueto com Desiree Goyette, bem como a voz do próprio personagem-título.

### Morte

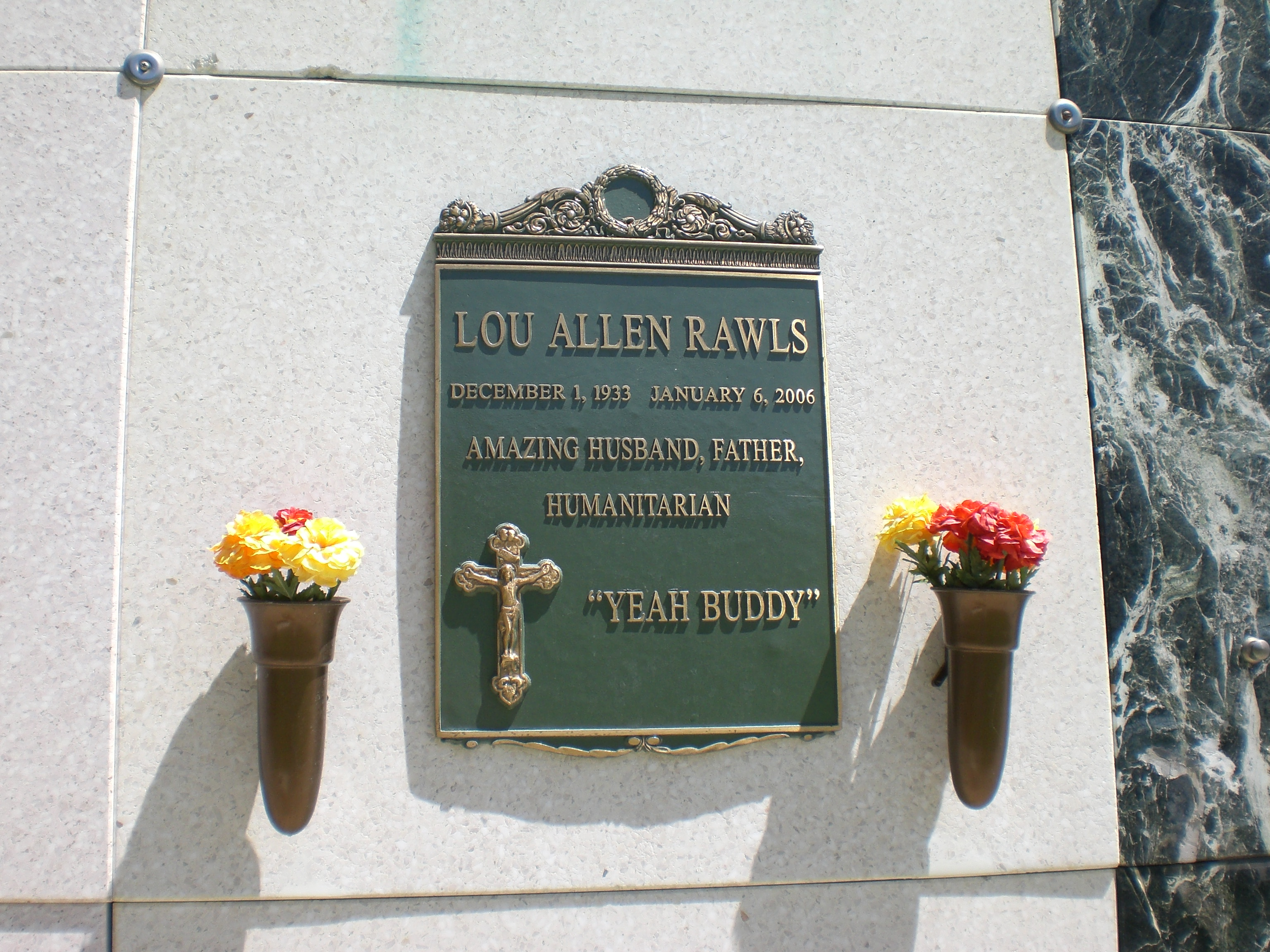
Túmulo de Lou Rawls no Forest Lawn Memorial Park (Hollywood Hills)

Em dezembro de 2005, foi anunciado que Rawls estava sendo tratado para câncer de pulmão que se espalhou para seu cérebro. Ele morreu desta doença em 6 de janeiro de 2006, no Cedars-Sinai Medical Center, em Los Angeles, Califórnia.
A última performance de Lou Rawls na televisão ocorreu durante a edição 2005–2006 da maratona, homenageando Stevie Wonder em setembro de 2005, meses antes de entrar no hospital e após ter sido diagnosticado com câncer no início do ano. Ele cantou "You Are the Sunshine of My Life" e "It Was A Very Good Year" como uma homenagem a Frank Sinatra.

## Prêmios e homenagens
Na noite de 29 de setembro de 1977, Rawls cantou o hino nacional dos Estados Unidos antes da luta pelo título Earnie Shavers-Muhammad Ali no Madison Square Garden. Ele foi convidado a cantar o hino várias vezes nos 28 anos seguintes. Sua última apresentação foi em sua cidade natal, Chicago, quando foi convidado a cantar o hino nacional antes do segundo jogo da World Series de 2005 entre o Chicago White Sox e o Houston Astros no U.S. Cellular Field.
Rawls ganhou o AMA de Artista Masculino Favorito de Soul / R & B em 1979, empatado com o cantor Teddy Pendergrass.
Em 1982, Rawls recebeu uma estrela na Calçada da Fama de Hollywood. Em 19 de janeiro de 1985, ele cantou "Wind Beneath My Wings" na 50ª Gala de Abertura Presidencial, transmitida em rede nacional, um dia antes da segunda posse de Ronald Reagan.

## Vida pessoal
Rawls foi casado três vezes. Sua terceira esposa, Nina, uma ex-comissária de bordo, administrou sua carreira durante seus últimos dois anos. Eles tiveram um filho, Aiden Rawls. Rawls também deixou outro filho, Lou Rawls Jr .; duas filhas, Louanna Rawls de Los Angeles e Kendra Smith de Los Angeles e quatro netos.

### Legado
Guion Bluford, o primeiro astronauta negro, levou com ele o álbum de Lou Rawls, When the Night Comes (Epic, 1983). Continha a canção "Wind Beneath My Wings". Em 1989, ele executou os vocais para o segmento "The Music and Heroes of America" na minissérie de animação para televisão This is America, Charlie Brown.
Em janeiro de 2004, Rawls foi homenageado pelo United Negro College Fund por seus mais de 25 anos de trabalho de caridade com a organização. Em vez de apresentar e se apresentar como costumava fazer, Rawls recebeu o lugar de honra e foi celebrado por seus colegas artistas, incluindo Stevie Wonder, The O'Jays, Gerald Levert e Ashanti.
Em 2009, a Pathway Entertainment anunciou sua intenção de produzir um filme biográfico sobre a vida de Rawls, provisoriamente intitulado Love Is a Hurtin 'Thing: The Lou Rawls Story, com o filho de Rawls, Lou Rawls, Jr., escrevendo o roteiro e Isaiah Washington supostamente interpretando Rawls.

## Discografia

### Álbuns
- 1962  Stormy Monday (Blue Note)
- 1962  Black and Blue (Capitol)
- 1963  Tobacco Road (Capitol)
- 1964  For You My Love (Capitol)
- 1965  Lou Rawls and Strings (Capitol)
- 1965  Nobody But Lou (Capitol)
- 1966  Live! (Capitol)
- 1966  The Soul-Stirring Gospel Sounds of the Pilgrim Travelers (Capitol)
- 1966  Soulin' (Capitol)
- 1966  Carryin' On (Capitol)
- 1967  Too Much! (Capitol)
- 1967  That's Lou (Capitol)
- 1967  Merry Christmas Ho! Ho! Ho! (Capitol)
- 1968  Feelin' Good (Capitol)
- 1968  You're Good for Me (Capitol)
- 1969  The Way It Was: The Way It Is (Capitol)
- 1969  Your Good Thing (Capitol)
- 1969  Close-Up (Capitol)
- 1970  You've Made Me So Very Happy (Capitol)
- 1970  Bring It On Home (Capitol)
- 1971  Down Here on the Ground/I'd Rather Drink Muddy Water (Capitol)
- 1971  Natural Man (MGM)
- 1972  Silk & Soul (MGM)
- 1972  A Man of Value (MGM)
- 1973  Live at the Century Plaza (Rebound)
- 1975  She's Gone (Bell)
- 1976  All Things in Time (Philadelphia International)
- 1976  Naturally (Polydor)
- 1977  Unmistakably Lou (Philadelphia International)
- 1977  When You Hear Lou, You've Heard It All (Philadelphia International)
- 1978  Lou Rawls Live (Philadelphia International)
- 1979  Let Me Be Good to You (Philadelphia International)
- 1979  In Concert: Recorded with the Edmonton Symphony Orchestra [live] (Dep Entertainment)
- 1980  Sit Down and Talk to Me (Philadelphia International)
- 1981  Shades of Blue (Philadelphia International)
- 1982  Now Is the Time (Epic)
- 1983  When the Night Comes (Epic)
- 1984  Close Company (Epic)
- 1986  Love All Your Blues Away (Epic)
- 1988  Family Reunion (Gamble-Huff)
- 1989  At Last (Blue Note)
- 1990  It's Supposed to Be Fun (Blue Note)
- 1992  Portrait of the Blues (Capitol)
- 1993  Christmas Is the Time (Manhattan)
- 1995  Holiday Cheer (Cema Special Markets)
- 1995  Merry Little Christmas (EMI Special Products)
- 1998  Unforgettable (Going For)
- 1998  Seasons 4 U (Rawls & Brokaw)
- 1999  A Legendary Night Before Christmas (Platinum Disc)
- 2000  Swingin' Christmas (EMI-Capitol Special Markets)
- 2001  I'm Blesseseek  (Malaco)
- 2001  Christmas Will Be Christmas (Capitol)
- 2002  Oh Happy Day (601)
- 2003  Rawls Sings Sinatra (Savoy Jazz)
- 2003  Trying as Hard as I Can (Allegiance)

### Singles nas paradas
| Ano  | Single                                              | Posição em charts | Posição em charts | Posição em charts |
| Ano  | Single                                              | US Pop            | US R&B            | UK                |
| ---- | --------------------------------------------------- | ----------------- | ----------------- | ----------------- |
| 1965 | "Three O'Clock In The Morning"                      | 83                | -                 | -                 |
| 1966 | "The Shadow Of Your Smile"                          | -                 | 33                | -                 |
| 1966 | "Love Is a Hurtin' Thing"                           | 13                | 1                 | -                 |
| 1966 | "You Can Bring Me All Your Heartaches"              | 55                | 35                | -                 |
| 1967 | "Trouble Down Here Below"                           | 92                | -                 | -                 |
| 1967 | "Dead End Street"                                   | 29                | 3                 | -                 |
| 1967 | "Show Business"                                     | 45                | 25                | -                 |
| 1967 | "Little Drummer Boy"                                | -                 | -                 | -                 |
| 1968 | "Down Here On The Ground"                           | 69                | -                 | -                 |
| 1969 | "Your Good Thing (Is About to End)"                 | 18                | 3                 | -                 |
| 1969 | "I Can't Make It Alone"                             | 63                | 33                | -                 |
| 1970 | "You've Made Me So Very Happy"                      | 95                | 32                | -                 |
| 1970 | "Bring It On Home to Me"                            | 96                | 45                | -                 |
| 1971 | "A Natural Man"                                     | 17                | 17                | -                 |
| 1972 | "His Song Shall Be Sung"                            | -                 | 44                | -                 |
| 1974 | "She's Gone"                                        | -                 | 81                | -                 |
| 1976 | "You'll Never Find Another Love Like Mine"          | 2                 | 1                 | 10                |
| 1976 | "Groovy People" / "This Song Will Last Forever"     | 64 -              | 19 74             | -                 |
| 1977 | "See You When I Git There"                          | 66                | 8                 | -                 |
| 1978 | "Lady Love"                                         | 24                | 21                | -                 |
| 1978 | "One Life To Live"                                  | -                 | 32                | -                 |
| 1978 | "There Will Be Love"                                | -                 | 76                | -                 |
| 1979 | "Let Me Be Good To You"                             | -                 | 11                | -                 |
| 1979 | "Sit Down And Talk To Me"                           | -                 | 26                | -                 |
| 1980 | "You're My Blessing"                                | 77                | -                 | -                 |
| 1980 | "Ain't That Loving You (For More Reasons Than One)" | -                 | 57                | -                 |
| 1980 | "I Go Crazy"                                        | -                 | 37                | -                 |
| 1982 | "Will You Kiss Me One More Time"                    | -                 | 54                | -                 |
| 1983 | "Wind Beneath My Wings"                             | 65                | 60                | -                 |
| 1984 | "All Time Lover"                                    | -                 | 67                | -                 |
| 1985 | "Learn To Live Again" featuring Tata Vega           | -                 | 71                | -                 |
| 1987 | "I Wish You Belonged To Me"                         | -                 | 28                | -                 |